# جائزة أوروبا الكبرى 2004
جائزة أوروبا الكبرى 2004 هو سباق فورمولا 1
أقيم بتاريخ 30 مايو 2004 في حلبة نوربورغرينغ، ألمانيا، وأحد سباقات بطولة العالم لسباقات الفورمولا واحد موسم 2004، وكان أول المنطلقين مايكل شوماخر.
فاز بالمركز الأول  مايكل شوماخر، وكان صاحب أسرع لفة مايكل شوماخر.